# Crackout
Crackout war eine englische Alternative-Rock- und Pop-Punk-Band aus Bicester, die im Jahr 1997 gegründet wurde und sich 2005 auflöste.

## Geschichte
Die Band wurde im Februar 1997 gegründet und bestand aus dem Sänger und Gitarristen William Eagles, der Bassistin Rachel Lavelle und dem Schlagzeuger Nicholas Millard, wobei sich letzterer und Eagles bereits von der gemeinsamen Schulzeit her kannten. Der erste Auftritt wurde im September abgehalten. Nachdem im Januar 1998 die erste EP namens Chuck bei Shifty Disco Records veröffentlicht worden war, wurde für dasselbe Label ein Album aufgenommen, das jedoch unveröffentlicht blieb. Nachdem es ein Jahr lang still wurde um die Gruppe, kehrte sie mit Jack Dunkley als neuen Bassisten zurück. Ihre erste Tour in dieser neuen Besetzung wurde im April 1999 abgehalten. Danach schlossen sich Auftritte mit The Bluetones an. Nach fast 18 Monaten Live-Aktivität erschien 2001 die EP 1. Im April buchte die Gruppe für sechs Wochen ein Tonstudio in Texas. Hierbei handelte es sich um Willie Nelsons Tonstudio, als Produzent war David Eaton tätig. Nach ihrer Rückkehr erschien die EP 2 mit einer Auflage von 500 Stück. Zudem ging die Band auf Tour durch Großbritannien und war auf den Reading and Leeds Festivals zu sehen. Im selben Jahr erschien bei Virgin Records das Debütalbum This Is Really Neat und fast zeitgleich die Single You Dumb Fuck. Letztere erreichte Platz 87 der britischen Charts. Die folgenden Singles I Am the One (2002), Out of Our Minds (2003) und This Is What We Do (2004) belegten den 72., 63. und 65. Platz. Die beiden letztgenannten entstammen dem 2003er Album Oh No!, das 2003 bei Hut Recordings erschien, in Deutschland aber erst im April 2004 bei Virgin Music. Im Jahr 2005 kam es zur Auflösung der Band. In ihrer Karriere konnte die Band unter anderem auch zusammen mit Nine Inch Nails und Amen spielen.

## Stil
Laut Christian Graf in seinem Nu Metal und Crossover Lexikon zählte die Gruppe neben Vex Red und Hundred Reasons zu den jungen britischen Nu-Metal-Bands. Graf gab eine Stilbeschreibung des Rolling-Stone-Magazins wieder: Die Gruppe verwende ein rumpelndes Schlagzeug, Fuzz-Gitarren und eine Emo-Klangfarbe und verlasse sich somit mehr auf den Noise Pop von Grunge- und Alternative-Rock-Bands wie etwa Weezer. Henning Richter vom Metal Hammer schrieb in seiner Rezension zu This Is Really Neat, dass Crackout genau wie Sona Farique, My Vitriol, Vex Red oder Hundred Reasons nicht dem Nu Metal zugerechnet werden will. In den Liedern könne man auch heute noch die ursprünglichen Einflüsse wie AC/DC, The Cure und Weezer ein wenig hören. Der Band sei Britpop zu „heulsusig“, wobei sie aber auch nicht dem Stereotyp des Nu Metal entsprechen. Deshalb habe sich die Band für den Mittelweg entschieden und verwende sowohl langsame als auch aggressive, Hardcore-Punk-lastige Passagen. Jan Schwarzkamp vom Ox-Fanzine bezeichnete die Musik auf dem Album als eine Mischung aus blink-182, Smile und Dynamite Boy. Der Gesang erinnere manchmal an Bush, ein anderes Mal an The Cure. Für Steven Thomsen vom Eclipsed war das erste Album „ungehobelter“ Punk, das zweite dann schon dank erkennbarer Melodien und Abwechslung schaffender Breaks „dreckiger Rumpel-Rock’n’Roll“. Insgesamt sei der Stil typisch britisch, weshalb er Franz Ferdinand als Vergleich angab.

## Diskografie
- Demo Tape (Demo, 1997, Eigenveröffentlichung)
- Chuck (EP, 1998, Shifty Disco Records)
- Gig Tape (Demo, 2000, Eigenveröffentlichung)
- This Is Really Neat (Album, 2001, Hut Recordings)
- EP 1 (EP, 2001, Precious Cargo)
- EP 2 (EP, 2001, Precious Cargo)
- Untitled (EP, 2001, Precious Cargo)
- Over My Head (EP, 2001, Precious Cargo)
- You Dumb Fuck (Single, 2001, Hut Recordings)
- Volume (Single, 2002, Hut Recordings)
- I Am the One (Single, 2002, Hut Recordings)
- Out of Our Minds (Single, 2003, Hut Recordings)
- This Is What We Do (Single, 2004, Hut Recordings)
- Oh No! (Album, 2004, Hut Recordings)